# Kosyń (województwo lubelskie)
Kosyń – wieś w Polsce, położona w województwie lubelskim, w powiecie włodawskim, w gminie Wola Uhruska.
W latach 1975–1998 wieś administracyjnie należała do województwa chełmskiego.
Wieś jest sołectwem w gminie Wola Uhruska. Według Narodowego Spisu Powszechnego z roku 2011 wieś liczyła 184 mieszkańców.
Koszin był wsią starostwa chełmskiego w 1570 roku. 
We wsi znajduje się zabytkowy, murowany kościół rzymskokatolicki św. Stanisława Kostki (dawna cerkiew prawosławna pw. św. Jana Chrzciciela) wybudowany w latach 1888-1891, według projektu arch. Wiktora Iwanowicza Syczugowa, gruntownie remontowany w latach 1953-1961 oraz zabytkowa, murowana kostnica z l. 30. XX w.
W kościele eksponowany jest obraz olejny na płótnie „Św. Teresa od Dzieciątka Jezus i Najświętszego Oblicza”, anonimowego autora. Pierwotnie obraz znajdował się w kaplicy rzymskokatolickiej pw. Zwiastowania NMP w miejscowości Małoryta, dekanatu brzeskiego, diecezji pińskiej (obecnie Białoruś). Obraz ofiarował gen. dyw. Józef Szamota na pamiątkę tragicznej śmierci swojego syna, mjr. Jerzego Feliksa Szamoty, oficera 17. Pułku Ułanów, który zginął w dniu 30 października 1933 r. podczas ratowania z pożaru trójki dzieci w miejscowości Zburaż w pow. brzeskim.

## Części wsi
| SIMC    | Nazwa      | Rodzaj    |
| ------- | ---------- | --------- |
| 0993700 | Sajówka    | część wsi |
| 0110421 | Sołtysy    | część wsi |
| 0993716 | Stara Wieś | część wsi |
| 0993722 | Zabrodzie  | część wsi |

## Literatura
- Paweł Wira. Tajemnica obrazu „Św. Teresa” z Kosynia. „Wiadomości Konserwatorskie Województwa Lubelskiego”. 12, s. 420-424, 2010. Lublin. ISSN 1642-7130.